# Seriealbum med Disneyserier
Sedan mitten av 1970-talet har nuvarande Egmont Kärnan (tidigare Hemmets Journals förlag, Serieförlaget och Egmont Serieförlaget) gett ut flera serier och engångspublikationer av seriealbum med Disneyserier. Höjdpunkten för denna utgivning kom under 1980-talets andra hälft, och sedan mitten av 1990-talet utkommer dessa publikationer endast mycket sparsamt.
Information om olika album och serier kan ses individuellt genom databasen INDUCKS.

## Albumserier

### Historiens Mästare
Från och med  nummer nio var titeln Långben.
- Utgiven: 1976–1981
- Upphovsmän: Cal Howard m.fl. (manus) och Jaime Diaz Studio (teckningar)
- Antal utgåvor: 14

1. Långben & Mona Lisa (1976)
2. Långben som Columbus (1977)
3. Långben som Galilei (1977)
4. Långben & Marco Polo (1977)
5. Långben som Beethoven (1978)
6. Långben och typerna (1978)
7. Hur Långben blev kung Arthur (1979)
8. Odyssevs Långben på Cyklopön (1979)
9. Långben som farao (1979)
10. Långben Frankenstein (1979)
11. Långben som kung Midas (1980)
12. Långben som Eiffel (1980)
13. Med Långben Jorden Runt på 80 dagar (1981)
14. Långben som Wilhelm Tell (1981)

I varje album möter man Långben som en historisk (i senare album även litterär) person. Runt honom finns också Musse Pigg, Svarte Petter och Klarabella.
Efter att den svenska albumserien gått i graven fortsatte dock produktionen med ytterligare 23 historier innan serien lades ned 1987. De övriga avsnitt i serien tar sig an en mängd olika historiska och litterära gestalter och berättelser: Rip Van Winkle, En världsomsegling under havet, Den osynlige mannen av H.G. Wells, Aladdin, Benjamin Franklin, Dr. Jekyll och Mr. Hyde, Herkules, Det romerska rikets nedgång och fall av Edward Gibbon, Louis Pasteur, Djingis khan, Arkimedes, Vasco da Gama, Hannibal, Isaac Newton, Giacomo Casanova, Ali Baba, Robinson Crusoe, Daniel Boone, Don Quijote, Johann Strauss, Antonio Stradivari, Kleopatra och Johann Wolfgang Goethe.
Några av de tidigare serierna existerar även i kortare versioner, som dock inte blivit publicerade på svenska. Långben och Mona Lisa och Med Långben Jorden Runt på 80 dagar har även repriserats i Walt Disney's godbitar (nummer 3/1983 respektive 3/1982).

### Kalle Anka och tidsmaskinen
- Utgiven: 1987–1993
- Upphovsmän: Tom Anderson m.fl. (manus) och Marco Rota (teckningar, album 1 och 5), Vicar (teckningar, album 2) och Tino Santanach Hernandez (teckningar album 3, 4 och 6)
- Antal utgåvor: 6

1. Viking på vida vatten (1987)
2. Grotthövdingens mantel (1988)
3. Kung Ludvigs porträtt (1989)
4. Medeltida magi (1990)
5. Storfursten i Novgorod (1992)
6. De olympiska spelens hjälte (1993)

Kalle Anka och Knattarna reser genom historien med hjälp av en av Oppfinnar-Jockes tidsmaskiner.

### Kalle Ankas Bästisar
- Utgiven: 1974–1994
- Upphovsman: Carl Barks (enstaka manus skrivna av Bob Gregory och Vic Lockman)
- Antal utgåvor: 38

Se huvudartikeln: Kalle Ankas Bästisar

### Knatte, Fnatte och Tjatte på äventyr
- Utgiven: 1990
- Upphovsmän: Patrick Galliano (manus, album 1) och Vic Lockman m.fl. (manus, album 2) och Comicup Studio (teckningar)
- Antal utgåvor: 2

1. Under isen (1990)
2. I träsket (1990)

Serier baserade på tv-serien DuckTales.

### Musse Piggs favoriter
- Utgiven: 1988–1991
- Upphovsmän: Carl Fallberg m.fl. (manus) och Paul Murry (teckningar)
- Antal utgåvor: 4

Fyra obetitlade album.
Uppenbarligen tänkt som "Musse Pigg"-seriernas motsvarighet till Kalle Ankas Bästisar samlade Musse Piggs favoriter utvalda reprisserier med Musse och Långben från Kalle Anka & C:o.

### Mästerdetektiven Basil Mus
- Utgiven: 1989–1990
- Upphovsmän: Paul Halas (manus). Tecknare okänd.
- Antal utgåvor: 2

1. Det stora tågrånet (1989)
2. Diamantmysteriet (1990)

Vart och ett av de två albumen innehåller en längre serie baserad på den tecknade Disneyfilmen Mästerdetektiven Basil Mus från 1986. En längre serier av samma typ och av samma upphovsmän – De stulna inka-relikerna – hade även gått som fortsättningsserier i Kalle Anka & C:o nummer 49-51/1986.

### Ur Farbror Joakims skattkammare
- Utgiven: 1984–1992
- Upphovsmän: Miquel Pujol (manus, album 1–5), Francesc Bargadà Studio (manus, album 6–10), Studio Recreo (teckningar, album 1–5), Urios (teckningar, album 6–10)
- Antal utgåvor: 10

1. Regnguden (1984)
2. Matterhorns vita guld (1984)
3. Resan till Key West (1985)
4. Picasso-stölden i Barcelona (1986)
5. Bovjakt i Grand Canyon (1987)
6. Släktfejd i Skottland (1988)
7. Manhattan (1990)
8. Hjälmjakten i Venedig (1991)
9. Drottningen av Saba (1992)
10. Kapplöpning över alperna (1992)

44-sidiga serier producerade för den tyska förläggaren av Disneyserier. Joakim von Anka, Kalle Anka och Knattarna drar världen runt på skattjakt.

### Walt Disney's filmalbum
- Utgiven: 1977–1978
- Upphovsmän: Frank Reilly (manus, album 1), Merrill De Maris (manus, album 2–3), Manuel Gonzales och Dick Moores (teckningar, album 1) och Hank Porter och Bob Grant (teckningar, album 2–3)
- Antal utgåvor: 4

1. Askungen (1977)
2. Snövit och de sju dvärgarna (1977)
3. Pinocchio (1978)
4. Bernard och Bianca (1978)

Serieversioner av tecknade Disneyfilmer. Materialet tagit från seriestrippar och söndagssidor Utgiven parallellt med Walt Disney's klassiker.

### Walt Disney's julalbum
- Utgiven: 1986–1991
- Upphovsmän: Varierande
- Antal utgåvor: 6

1. Till er alla från oss alla... (1986)
2. ingen titel (1987)
3. Jul i Björnberget (1988)
4. Jul hos farbror Joakim (1989)
5. Jul med Björnligan (1990)
6. Jul i Ankeborg (1991)

Antologialbum med diverse serier på jultema.

### Zorro
- Utgiven: 1987–1988
- Antal utgåvor: 2

Två obetitlade album.
Albumutgivning pågående parallellt med den andra inkarnationen av serietidningen Zorro.

## Filmadaptioner

### Djungelboken
- Utgiven: 1988
- Serieversion av Djungelboken.
- Upphovsmän: Carl Fallberg (manus) och Al Hubbard (bild).

### Mästerdetektiven Basil Mus
- Utgiven: 1987
- Serieversion av Mästerdetektiven Basil Mus.
- Upphovsmän: François Corteggiani (manus), Giorgio Cavazzano och Sandro Zemolin (bild).

### Oliver och Gänget
- Utgiven: 1989
- Serieversion av Oliver & Gänget.
- Upphovsmän: Tom Anderson (manus) och Xavier Vives Mateu (bild).

### Taran och den magiska kitteln
- Utgiven: 1986
- Serieversion av Taran och den magiska kitteln.
- Upphovsmän: Michel Motti (manus) och Claude Chebille (bild).

### Vem satte dit Roger Rabbit
- Utgiven: 1988
- Serieversion av Vem satte dit Roger Rabbit.
- Upphovsmän: Daan Jippes (manus och bild), Don Ferguson (manus) och Dan Spiegle (bild).

## Övriga engångspublikationer

### Jul i Ankeborg
- Utgiven: 2005
- Originaltitel: –
- Upphovsmän: Pat McGreal, Paul Halas och Per-Erik Hedman (manus) och Vicar (bild).

Album av samma typ som Walt Disney's Julalbum – antologi med Kalle Anka-serier med jultema.

### Kalle Anka – Jorden runt på 80 dagar
- Utgiven: 1992
- Originaltitel: In het voetspoor van Jules Verne
- Upphovsmän: Jan Kruse (manus) och Ben Verhagen (bild). Även med en kortare historia av Leendert-Jan Vis (manus) och Mark de Jonge (bild).

### Kalle Anka – mitt liv i ett äggskal
- Utgiven: 1986
- Originaltitel: Buon compleanno, Paperino!
- Upphovsman: Marco Rota. Även med en kortare historia av Vic Lockman (manus), Tony Strobl och Steve Steere (bild).

Biografi över Kalle Ankas liv, ursprungligen skriven för hans femtioårsjubileum 1984.

### Kalle Anka och Orientens mystik
- Utgiven: 1987
- Originaltitel: Paperino e la notte del saraceno
- Upphovsman: Marco Rota. Även med en kortare historia av Vic Lockman (manus), Paul Murry (bild).

Albumets huvudnummer är Marco Rotas' "Saracenernas natt" från 1982. Dessutom återfinns Paul Murrys tiosidorsserie "Den läskiga lamp-anden" (A Lad 'n' His Lamp) från 1966 (tidigare publicerad i Kalle Anka & C:o 37/1967) och en söndagssida med Musse Pigg.

### Långben och den olympiska elden
- Utgiven: 1988
- Originaltitel: La course au flambeau!
- Upphovsmän: Daniel Pecqueur och Patrice Valli (manus) och Claude Marin (bild).

Förkortad utgåva av en franskproducerad serie, ursprungligen producerad inför Olympiska sommarspelen 1980.

### Musse Pigg – Maya-masken och andra historier
- Utgiven: 1989
- Originaltitel: –
- Upphovsmän: Michel Daubert och Michel Motti (manus), och Claude Marin och Gino Esposito (bild).

Antologialbum med fyra kortare franskproducerade serier med Musse Pigg, utan någon gemensam nämnare.

### Stål-Kalle på nya uppdrag
- Utgiven: 1990
- Originaltitel: –
- Upphovsmän: Patrick Galliano (manus) och Comicup Studio (bild).

Antologialbum som samlar fem av de totalt sex franskproducerade serierna med Stål-Kalle.